# Kama (buddyzm)
Kama – w buddyzmie to żądza, która bazuje na silnych pragnieniach przyjemnych odczuć i jest całkowicie samolubna. Ten typ miłości nie przejmuje się kompletnie innymi i dąży jedynie do samozadowolenia. Jeśli nie ma kamy, przeprowadzenie stosunku płciowego jest niemożliwe (tak jak w przypadku arahatów). Kama sprawia, że seks wydaje się atrakcyjny i przybiera na sile, kiedy zmysły nie są strzeżone. Stąd nakaz Buddy przeznaczony dla bhikku, aby powściągać zmysły.